# ريكي دي شون كونيلز
ريكي دي شون كونيلز (بالإنجليزية: Rickey D'Shon Collins)‏ هو ممثل أمريكي، ولد في 17 يناير 1983 بسان دييغو في الولايات المتحدة.

## أعمال

### أفلام
- الفسحة

### مسلسلات
- الفسحة
- تحسين المنزل
- داني الشبح
- فرقة العدالة

## وصلات خارجية
- ريكي دي شون كونيلز على موقع IMDb (الإنجليزية)
- ريكي دي شون كونيلز على موقع ألو سيني (الفرنسية)
- ريكي دي شون كونيلز على موقع أول موفي (الإنجليزية)
- ريكي دي شون كونيلز على موقع قاعدة بيانات الأفلام السويدية (السويدية)
- ريكي دي شون كونيلز على موقع قاعدة بيانات الفيلم (الإنجليزية)
- ريكي دي شون كونيلز على موقع كينوبويسك (الروسية)